# جثوم مجنح
جَثوم مجنح كونغوي (الاسم العلمي: Pterochromis congicus)، هو نوع من البلطية موطنه حوض نهر الكونغو في وسط إفريقيا. يمكن أن يصل طول هذا النوع القياسي إلى 15.2 سم (6.0 بوصات). هذا الجنس وبلطي أخمص هم الجنسان الوحيدان في قبيلة بلطاوات أخمصية (Pelmatolapiini)، لكنهم سابقًا كانوا مدرجين في قبلية البلطاوات (Tilapiini).